# István Pisont
István Pisont (Orosháza, 16 maggio 1970) è un allenatore di calcio ed ex calciatore ungherese, di ruolo centrocampista.

## Carriera

### Club
Interno di centrocampo dopo aver giocato in terza divisione e acquistato dall'Honved con cui vince tre campionati e una coppa ungherese. Tenta l'avventura in Belgio, poi si trasferisce al Beitar Gerusalemme: ottiene due campionati consecutivi, segnando 15 reti nella sua ultima stagione. Il suo cartellino è comprato dai tedeschi dell'Eintracht Francoforte: Pisont debutta nella Bundesliga giocando una stagione prima di tornare in Israele. Vince tre titoli anche con l'Hapoel, successivamente chiude la carriera in patria.

### Nazionale
Debutta in Nazionale il 19 febbraio 1991 contro l'Argentina, sfida amichevole persa 2-0. Gioca con l'Ungheria fino al 1999: il suo unico gol in Nazionale è datato 10 ottobre 1998, contro l'Azerbaigian (4-0), match valido per le qualificazioni a Euro 2000.

### Allenatore
Inizia la carriera da allenatore nella stagione 2007-08 venendogli affidata la panchina del Vecsés squadra di seconda divisione alle porte di Budapest, divenendo contemporaneamente allenatore-calciatore. Dal 2008 al 2015 ha ricoperto il ruolo di allenatore delle giovanili della nazionale ungherese, sempre nel 2015 accetta la proposta del Diósgyőr andando a fare da vice a Sándor Egervári. Nel 2016 per un breve periodo fu l'allenatore dello Szentlőrinci società della Megye I ovvero la quarta divisione ungherese del XVIII. distretto di Budapest. A partire dalla stagione 2016-17 ritorna a Kispest a distanza di ventuno anni dall'ultima volta per accettare il ruolo di allenatore della Magyar Futball Akadémia ovvero la squadra giovanile dell'Honvéd. La stagione seguente viene promosso a tecnico dell'Honvéd-MFA la squadra riserve militanti in NBIII terza divisione magiara. Il 29 febbraio 2020 causa la sospensione precauzionale a causa del propagarsi del COVID-19 del tecnico della prima squadra Giuseppe Sannino e del suo staff, è chiamato a guidare la squadra nella partita casalinga contro il Diósgyőr terminato con una secca sconfitta per 4-0. Successivamente con il ritorno di Sannino e del suo staff ritorna alla squadra riserve, finché dopo le dimissioni del tecnico italiano a causa del COVID-19 avvenute il 19 marzo diviene allenatore a tutti gli effetti della prima squadra. Il 3 luglio 2020 dopo aver battuto in finale 2-1 il Mezőkövesd-Zsóry vince la Coppa d'Ungheria 2019-2020 alzando così il suo primo trofeo in carriera, riportando la Coppa nazionale a Kispest dopo 11 anni. Nella stagione successiva diviene il vice del mister Tamás Bódog. Dopo l'esonero di quest'ultimo per mancanza di risultati, l'8 dicembre viene nominato nuovamente allenatore prendendo la squadra all'ultimo posto della classifica. Dopo un buon inizio ad eccezione del derby contro l'Ujpest perso in rimonta 2-1, riesce ad inanellare vittorie e pareggi che porteranno la squadra a risollevarsi e ad uscire dalla zona retrocessione, ma complici le sconfitte contro Mezőkövesd e la diretta interessata alla salvezza Budafok avvenuta in maniera roccambolesca che faranno risprofondare l'Honvéd in piena zona retrocessione, viene sostituito dal tecnico Ferenc Horváth ritornando ad essere vice allenatore fino al termine della stagione.

## Palmarès

### Calciatore

#### Competizioni nazionali
- Campionato ungherese: 3

Honvéd: 1988-1989
Kispest: 1990-1991, 1992-1993
- Coppa d'Ungheria: 1

Honvéd: 1988-1989
- Campionato israeliano: 3

Beitar Gerusalemme: 1996-1997, 1997-1998
Hapoel Tel Aviv: 1999-2000
- Coppa Toto: 2

Beitar Gerusalemme: 1997-1998
Hapoel Tel Aviv: 2001-2002
- Coppa d'Israele: 1

Hapoel Tel Aviv: 1999-2000

### Allenatore

#### Competizioni nazionali
- Coppa d'Ungheria: 1

Honvéd: 2019-2020